# هربرت فيسك جونسون الثالث
هربرت فيسك جونسون الثالث (بالإنجليزية: Herbert Fisk Johnson III)‏ هو شخصية أعمال ومخترع ورئيس تنفيذي أمريكي، ولد في 19 مايو 1957 في راسين في الولايات المتحدة.